# Compagnie des chemins de fer des bassins houillers du Hainaut
La Compagnie des chemins de fer des bassins houillers du Hainaut est une société anonyme belge créée en 1866 pour établir, exploiter ou faire exploiter des chemins de fer en Belgique et leurs prolongements dans les pays limitrophes.

## Histoire

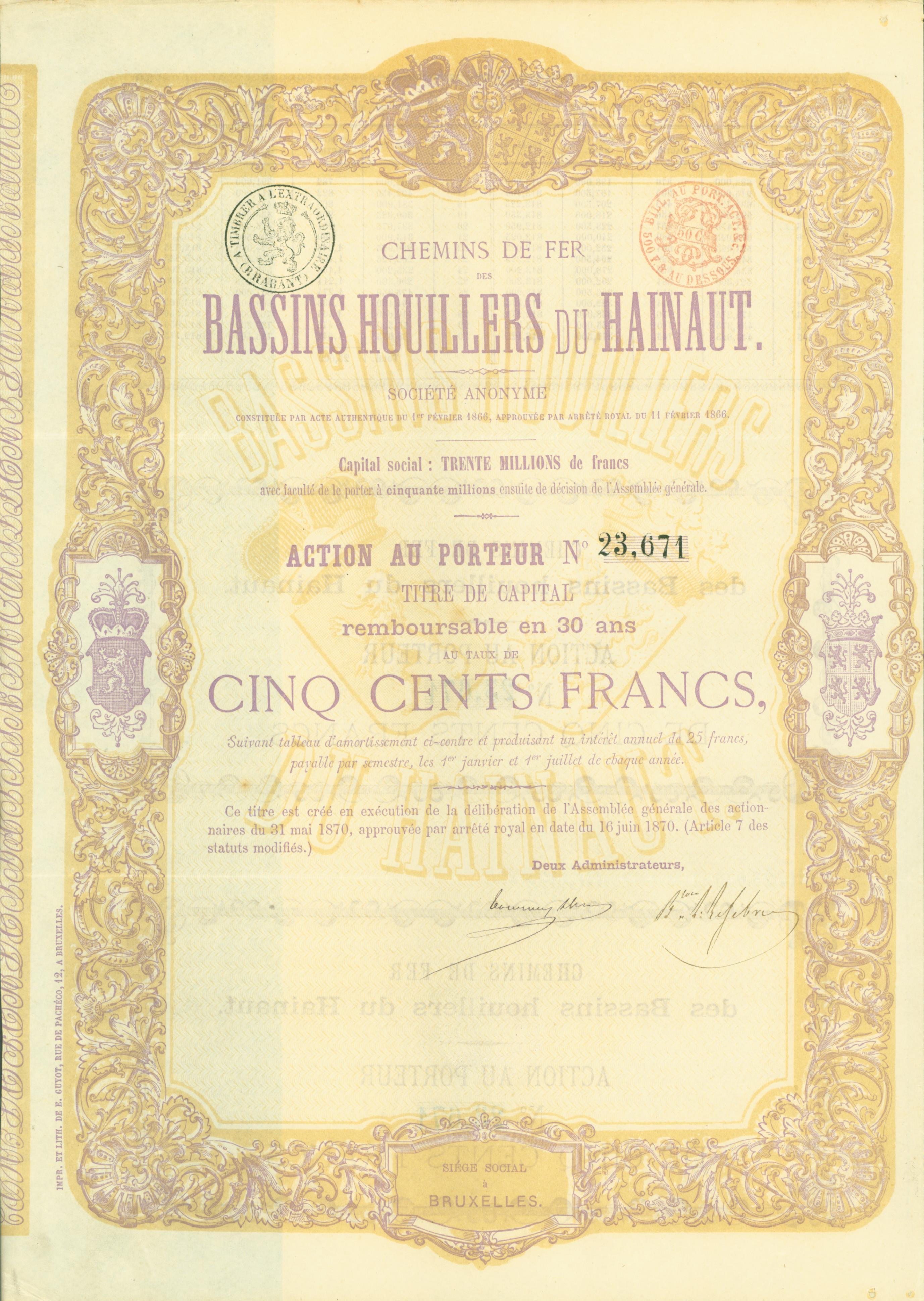
Action de la compagnie des Chemins de Fer des Bassins Houllers du Hainault en date du 16 juin 1870

La société anonyme créée par l'acte du 1er février 1866, approuvé par l'arrêté royal du 11 février 1866 (publié dans le Moniteur le 16 février 1866), est dite Compagnie des chemins de fer des bassins houillers du Hainaut et a son siège à Bruxelles. Son objet est d'établir, exploiter ou faire exploiter des chemins de fer en Belgique et leurs prolongements dans les pays limitrophe, elle peut également « prendre intérêt » dans toute société ayant but conforme à son objet. Dans les huit années qui ont suivi sa création, elle distribue des dividendes représentant six fois son capital initial.
Le 29 juillet 1868, Simon Philippart est nommé administrateur délégué pour une durée de quinze ans.
Le 1er juin 1869, la Société générale d'exploitation de chemins de fer ouvre à l'exploitation les 27,937 km de la section de Courtrai à Renaix construite par la Compagnie des chemins de fer des bassins houillers du Hainaut, du chemin de fer de Braine-le-Comte à Courtrai.
Cette société construisit et exploita plusieurs lignes de la Société Générale d'exploitation des chemins de fer qui fut en grande partie nationalisée en 1871 et dissoute deux ans plus tard. Elle avait également une filiale au Grand Duché du Luxembourg : la Compagnie des chemins de fer Prince-Henri, qui resta une entité distincte jusque 1948.
La Compagnie des bassins houillers fit faillite en 1877 mais une partie du réseau, située en Flandre resta indépendante jusque 1906 et 1930.

## Réseau
Elle obtint en concession la construction d'une ligne Athus - Bertrix - Gedinne - Givet et avait réalisé quelques kilomètres entre Athus et Signeulx avant la faillite de 1877. Le projet sera par la suite modifié et engendra la ligne de l'Athus-Meuse que l’État terminera de 1879 à 1899. La même concession comprenait également une ligne de Tamines à la Meuse devant prolonger la ligne d'Athus